# Thierry Ambrose
Thierry Ambrose (Sens, 28 marzo 1997) è un calciatore francese, attaccante del Kortrijk.

## Caratteristiche tecniche
È un attaccante completo, capace di giocare anche da ala, dotato di grande potenza fisica e di una buona elevazione.

## Carriera

### Club
Cresciuto nei settori giovanili di Auxerre e Manchester City, il 24 giugno 2017 viene ceduto in prestito per una stagione al NAC Breda.
Il 30 giugno 2019 Ambrose lascia il Manchester City, trasferendosi in prestito con obbligo di riscatto in caso di salvezza al Metz. Con la sospensione del campionato a causa della pandemia di COVID-19, che decreta la salvezza del Metz, il 1º maggio il club annuncia il suo riscatto. Ambrose firma un accordo con il Metz valido fino al 2023.
Il 24 luglio 2021 viene ceduto all'Ostenda.

### Nazionale
Ha giocato nelle nazionali giovanili francesi Under-16, Under-17, Under-18 ed Under-19.
Nel 2022 ha esordito nella nazionale maggiore di Guadalupa, con la quale ha anche partecipato alla CONCACAF Gold Cup 2023.

## Statistiche

### Presenze e reti nei club
Statistiche aggiornate al 15 agosto 2023.
| Stagione        | Squadra         | Campionato      | Campionato | Campionato | Coppe nazionali | Coppe nazionali | Coppe nazionali | Coppe continentali | Coppe continentali | Coppe continentali | Altre coppe | Altre coppe | Altre coppe | Totale | Totale |
| Stagione        | Squadra         | Comp            | Pres       | Reti       | Comp            | Pres            | Reti            | Comp               | Pres               | Reti               | Comp        | Pres        | Reti        | Pres   | Reti   |
| --------------- | --------------- | --------------- | ---------- | ---------- | --------------- | --------------- | --------------- | ------------------ | ------------------ | ------------------ | ----------- | ----------- | ----------- | ------ | ------ |
| 2017-2018       | NAC Breda       | E               | 30         | 10         | CO              | 1               | 0               | -                  | -                  | -                  | -           | -           | -           | 31     | 10     |
| 2018-2019       | Lens            | L2              | 33+4       | 4+1        | CF+CL           | 2+2             | 0+0             |                    | -                  | -                  |             | -           | -           | 41     | 5      |
| 2019-2020       | Metz            | L1              | 18         | 0          | CF+CL           | 1+0             | 0+0             |                    | -                  | -                  |             | -           | -           | 19     | 0      |
| 2020-2021       | Metz            | L1              | 23         | 0          | CF              | 2               | 1               |                    | -                  | -                  |             | -           | -           | 25     | 1      |
| Totale Metz     | Totale Metz     | Totale Metz     | 41         | 0          |                 | 3               | 1               |                    | -                  | -                  |             | -           | -           | 44     | 1      |
| 2021-2022       | Ostenda         | PL              | 32         | 6          | CB              | 2               | 1               |                    | -                  | -                  |             | -           | -           | 34     | 7      |
| 2022-2023       | Ostenda         | PL              | 28         | 7          | CB              | 2               | 1               |                    | -                  | -                  |             | -           | -           | 30     | 8      |
| lug.-ago 2023   | Ostenda         | TK              | 1          | 0          | CB              | 0               | 0               |                    | -                  | -                  |             | -           | -           | 1      | 0      |
| Totale Ostenda  | Totale Ostenda  | Totale Ostenda  | 61         | 13         |                 | 4               | 2               |                    | -                  | -                  |             | -           | -           | 65     | 15     |
| ago. 2023-2024  | Kortrijk        | PL              | 0          | 0          | CB              | 0               | 0               |                    | -                  | -                  |             | -           | -           | 0      | 0      |
| Totale carriera | Totale carriera | Totale carriera | 169        | 28         |                 | 12              | 3               |                    | -                  | -                  |             | -           | -           | 181    | 31     |

### Cronologia presenze e reti in nazionale
| Cronologia completa delle presenze e delle reti in nazionale ― Guadalupa | Cronologia completa delle presenze e delle reti in nazionale ― Guadalupa | Cronologia completa delle presenze e delle reti in nazionale ― Guadalupa | Cronologia completa delle presenze e delle reti in nazionale ― Guadalupa | Cronologia completa delle presenze e delle reti in nazionale ― Guadalupa | Cronologia completa delle presenze e delle reti in nazionale ― Guadalupa | Cronologia completa delle presenze e delle reti in nazionale ― Guadalupa | Cronologia completa delle presenze e delle reti in nazionale ― Guadalupa |
| Data                                                                     | Città                                                                    | In casa                                                                  | Risultato                                                                | Ospiti                                                                   | Competizione                                                             | Reti                                                                     | Note                                                                     |
| ------------------------------------------------------------------------ | ------------------------------------------------------------------------ | ------------------------------------------------------------------------ | ------------------------------------------------------------------------ | ------------------------------------------------------------------------ | ------------------------------------------------------------------------ | ------------------------------------------------------------------------ | ------------------------------------------------------------------------ |
| 23-3-2022                                                                | Orléans                                                                  | Guadalupa                                                                | 0 – 2                                                                    | Capo Verde                                                               | Amichevole                                                               | -                                                                        |                                                                          |
| 26-3-2022                                                                | Bondoufle                                                                | Guadalupa                                                                | 3 – 4                                                                    | Martinica                                                                | Amichevole                                                               | 1                                                                        | 76’                                                                      |
| 3-6-2022                                                                 | Les Abymes                                                               | Guadalupa                                                                | 2 – 1                                                                    | Cuba                                                                     | CONCACAF Nations League 2022-2023 - 1º turno                             | 1                                                                        | 46’ 47’                                                                  |
| 6-6-2022                                                                 | Basseterre                                                               | Antigua e Barbuda                                                        | 1 – 0                                                                    | Guadalupa                                                                | CONCACAF Nations League 2022-2023 - 1º turno                             | -                                                                        |                                                                          |
| 10-6-2022                                                                | Gros Islet                                                               | Barbados                                                                 | 0 – 1                                                                    | Guadalupa                                                                | CONCACAF Nations League 2022-2023 - 1º turno                             | 1                                                                        | 89’                                                                      |
| 13-6-2022                                                                | Les Abymes                                                               | Guadalupa                                                                | 2 – 1                                                                    | Barbados                                                                 | CONCACAF Nations League 2022-2023 - 1º turno                             | 1                                                                        |                                                                          |
| 23-3-2023                                                                | Les Abymes                                                               | Guadalupa                                                                | 0 – 1                                                                    | Antigua e Barbuda                                                        | CONCACAF Nations League 2022-2023 - 1º turno                             | -                                                                        | 85’                                                                      |
| 26-3-2023                                                                | Santiago di Cuba                                                         | Cuba                                                                     | 1 – 0                                                                    | Guadalupa                                                                | CONCACAF Nations League 2022-2023 - 1º turno                             | -                                                                        | 45’                                                                      |
| 16-6-2023                                                                | Fort Lauderdale                                                          | Antigua e Barbuda                                                        | 0 – 5                                                                    | Guadalupa                                                                | Qual. Gold Cup 2023                                                      | -                                                                        | 64’                                                                      |
| 20-6-2023                                                                | Fort Lauderdale                                                          | Guadalupa                                                                | 2 – 0                                                                    | Guyana                                                                   | Qual. Gold Cup 2023                                                      | -                                                                        | 80’                                                                      |
| 27-6-2023                                                                | Toronto                                                                  | Canada                                                                   | 2 – 2                                                                    | Guadalupa                                                                | Gold Cup 2023 - 1º turno                                                 | 1                                                                        |                                                                          |
| 1-7-2023                                                                 | Houston                                                                  | Cuba                                                                     | 1 – 4                                                                    | Guadalupa                                                                | Gold Cup 2023 - 1º turno                                                 | -                                                                        | 70’                                                                      |
| 4-7-2023                                                                 | Harrison                                                                 | Guadalupa                                                                | 2 – 3                                                                    | Guatemala                                                                | Gold Cup 2023 - 1º turno                                                 | -                                                                        | 89’                                                                      |
| 5-9-2024                                                                 | San José                                                                 | Costa Rica                                                               | 3 – 0                                                                    | Guadalupa                                                                | CONCACAF Nations League 2024-2025 - 1º turno                             | -                                                                        | 86’                                                                      |
| 9-9-2024                                                                 | Le Gosier                                                                | Guadalupa                                                                | 1 – 0                                                                    | Suriname                                                                 | CONCACAF Nations League 2024-2025 - 1º turno                             | -                                                                        | 88’                                                                      |
| 11-10-2024                                                               | Le Gosier                                                                | Guadalupa                                                                | 0 – 1                                                                    | Martinica                                                                | CONCACAF Nations League 2024-2025 - 1º turno                             | -                                                                        | 62’                                                                      |
| 21-3-2025                                                                | Le Gosier                                                                | Guadalupa                                                                | 1 – 0                                                                    | Nicaragua                                                                | Qual. Gold Cup 2025                                                      | -                                                                        | 88’                                                                      |
| 16-6-2025                                                                | Carson                                                                   | Panama                                                                   | 5 – 2                                                                    | Guadalupa                                                                | Gold Cup 2025 - 1° turno                                                 | -                                                                        | 62’                                                                      |
| 20-6-2025                                                                | San Jose                                                                 | Giamaica                                                                 | 2 – 1                                                                    | Guadalupa                                                                | Gold Cup 2025 - 1° turno                                                 | 1                                                                        | 11’ 82’                                                                  |
| 24-6-2025                                                                | Houston                                                                  | Guadalupa                                                                | 2 – 3                                                                    | Guatemala                                                                | Gold Cup 2025 - 1° turno                                                 | -                                                                        | 58’                                                                      |
| Totale                                                                   |                                                                          | Presenze                                                                 | 20                                                                       |                                                                          | Reti                                                                     | 6                                                                        |                                                                          |